# Стадион светлости
Стадион светлости (енгл. Stadium of Light) је фудбалски стадион у Сандерланду, Енглеска. Стадион светлости је дом ФК Сандерланда од отварања 1997. године. По капацитету је пети највећи фудбалски стадион у Енглеској.
Име стадион Светлости је узето као признање традиционалној рударској индустрији (референца на рударску лампу), која је донела просперитет граду, а и сам стадион је изграђен на месту старог угљенокопа.
Првобитни капацитет стадиона је био 42.000 места, 2002. је проширен на садашњих 49.000 седећих места, а једноставни дизајн стадиона омогућава и даља проширења.

## Утакмице репрезентације
Стадион светлости је био домаћин два меча сениорске репрезентације Енглеске, као и једног меча репрезентације Енглеске до 20 године.
| Датум              | Противници                     | Резултат | Такмичење                 |
| ------------------ | ------------------------------ | -------- | ------------------------- |
| 10. октобар 1999.  | Енглеска - Белгија             | 2:1      | Пријатељска               |
| 27. новембар 2002. | Енглеска до 20 - Италија до 20 | 3:5      | Пријатељска               |
| 21. април 2003.    | Енглеска - Турска              | 2:0      | Квалификације за ЕП 2004. |

## Рекорди
Рекордна посета од 48.352 гледалаца је забележена 13. априла 2002. на мечу Сандерланда и Ливерпула. Најмања посета на лигашком мечу је била 22.167 гледалаца 2. децембра 2003. против Виган атлетика, док је најмања посета била 11.450 гледалаца на мечу првог кола Лига купа 24. августа 2004. против Честер ситија.